# El Contemporani

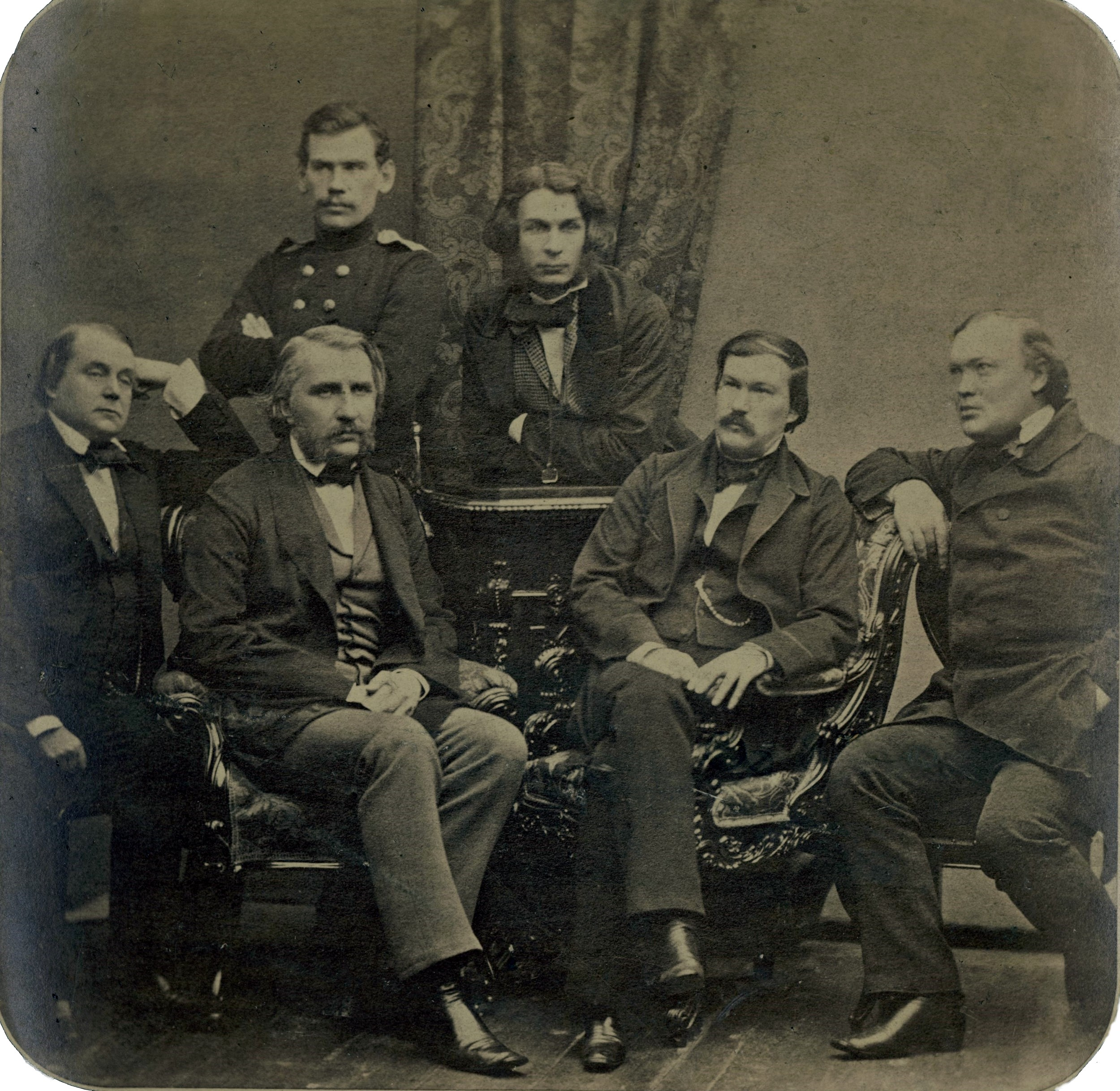
Escriptors publicats per El Contemporani, s'hi veu Tolstoi al fons (1856) i Turguénev assegut.

El Contemporani (en rus Современник, Sovreménnik) és el títol de diverses revistes i periòdics russos del segle xix i principis del xx.

## El Contemporanide Puixkin i Pletniov
Aquesta revista trimestral político-literària, fundada per Puixkin es va publicar per primera vegada a Sant Petersburg el 1836. Van aparèixer-hi obres de Gógol, com El nas, de Turguénev, de Jukovski, Viàzemski, de Koltsov, de Baratinski, de Sol·logub, de Tiúttxev, etc. El primer número tingué un cert ressò amb l'article del baró von Rosen, consagrat al ritme en poesia. Hi havia articles sobre poesia, prosa, crítiques literàries, articles històrics i etnogràfics. Tanmateix, l'èxit no fou l'esperat, hi havia només prop de 600 abonats... Puixkin hi donà, això no obstant, moltes de les seves noves obres, d'entre elles La filla del capità. Després de la mort de Puixkin, la redacció es reagrupà al voltant de Viazemski, i després de Pletniov. Van publicar-s'hi les primeres pàgines de la novel·lista Sofia Zakrevskàia el 1837 i articles, versos, traduccions i narracions de Fiódor Korf. La revista esdevingué mensual a partir del 1843 i fou venuda el 1846 a Nikolai Nekràssov i Ivan Panàiev.

## El Contemporanide Nekràssov i Panàiev
Nekràssov i Panàiev publicaren una nova revista mensual l'1 de gener del 1847. Alexandr Nikitenko en fou al principi el redactor en cap. La redacció es traslladà al n.19 de la Fontanka fins al 1857.
Nekràssov convidà Turguénev i Gontxarov perquè hi publiquessin llurs novel·les, així com Aleksandr Guertsen (Qui és culpable?), Ogariov, Drujinin. Més endavant hi publicaren també Tolstoi, Soloviov i Kavelin. L'èxit de la revista fou durant molt de temps atribuït a Nekràssov, considerat llavors com un editor d'autors importants, tant russos com estrangers. Va publicar també traduccions d'Honoré de Balzac, Flaubert, George Sand, Charles Dickens, etc.
De mica en mica, i sobretot després de la guerra de Crimea, El Contemporani va prendre una postura demòcrata i revolucionària, en contra de la ideologia oficial imperial, sota la influència de Txernixevski i Dobroliúbov, però va tenir força polèmica també, no només amb els periodistes conservadors, sinó també amb els jornalistes lliberals. Va haver-hi una escissió: Turguénev, Tolstoi i Grigoróvitx varen abandonar la redacció.
El Contemporani va interrompre's durant vuit mesos el 1862 i, el 1863, Nekràssov convidà Mikhaïl Saltikov-Sxedrín (durant uns mesos), el filòsof anti-idealista i anti-platònic Maksim Antónovitx, Grigori Elisèiev (que inspirà Dostoievski per al seu personatge de Rakitín, a Els germans Karamàzov) i Aleksandr Pipin a col·laborar a la revista, que va agafar una postura més radical. El periòdic fou tancat el juny del 1866, després de l'atemptat contra Alexandre II, i una part dels seus periodistes entrà a Els Annals de la Pàtria.
Això no obstant, les dificultats financeres que va tenir la revista i la manca de llibertat de premsa a Rússia foren les causes del seu tancament el 1866, en el moment de la detenció del revolucionari Txernixevski per ordre del tsar.